# Виборчі округи Конгресу США

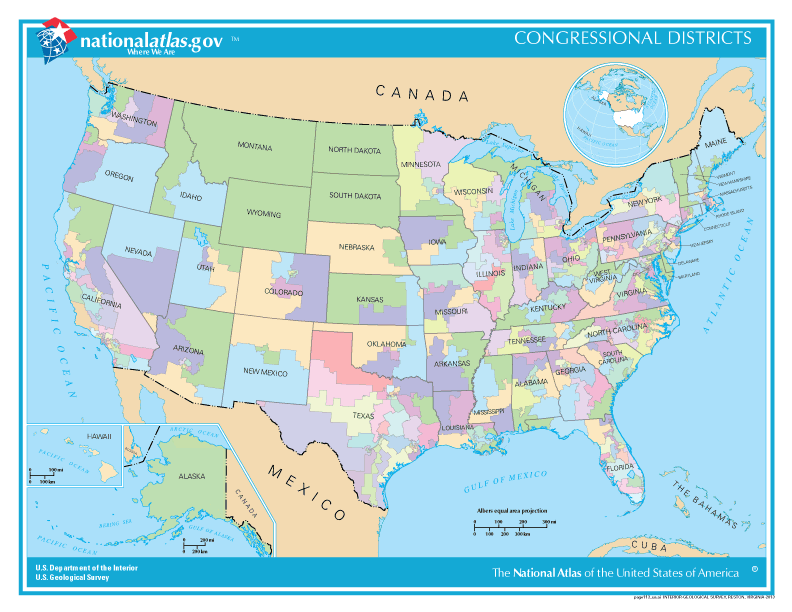
Виборчі округи Конгресу США

Штати за кількістю виборчих округів, утворених за результатами перепису 2010 року. Зеленим позначені ті, в яких з 2000 року кількість збільшилась, помаранчевим - зменшилась, сірим - не змінилась.

Виборчі округи Конгресу США є одиницями електорального представництва для виборів до Палати представників США, що є нижньою палатою Конгресу США. Наразі кількість мандатів в Палаті представників складає 435, вони розподілені між штатами таким чином щоб кожен депутат Палати представників представляв приблизно рівну кількість виборців. Таким чином найбільші штати мають декілька десятків мандатів (наприклад Каліфорнія і Техас), а найменші лише по одному (наприклад Вайомінг і Вермонт), відповідно до кількості виборців в них. Наразі на кожен депутатський мандат приходиться приблизно по 710 767 громадян. Кількість місць в нижній палаті залишається незмінною з 1913 року, окрім тимчасового збільшення до 437 одразу після надання статусу штатів Алясці та Гаваям. Загальна кількість депутатських місць була обмежена 435-ма Законом про перепризначення 1929 року. Крім того, кожна з п'яти населених територій США (Пуерто-Рико, Американські Віргінські Острови, Гуам, Американське Самоа і Північні Маріанські Острови) та федеральний округ «Колумбія» має по одному представнику в Палаті представників без права голосу.
Кожні десять років Бюро перепису населення США проводить перепис населення (в роки, які націло діляться на 10). Результати цього перепису використовуються для визначення того скільки має бути виборчих округів в кожному штаті. Наступні вибори до Палати представників США відбудуться в округах, визначених за результатами перепис населення США 2020 року.
Кожен штат є відповідальним за визначення меж своїх виборчих округів. Деякі штати мають лише один мандат в Палаті представників і тому лише один виборчий округ, межі якого збігаються із межами штату. Такі округи називаються "округами-штатами" (англ. "at-large"). Якщо ж штаті є декілька округів, вони нумеруються за порядком і для кожного штату нумерація є окремою, наприклад "Виборчий округ №16 Пенсильванії". Межі виборчих округів в певному штаті мають змінитись, якщо змінилась кількість мандатів які має цей штат або якщо зміна демографічної ситуації зробила округи нерівними за кількістю виборців. Після такого перерозподілу, деякі виборчі округи можуть зберегти свої межі змінивши лише номер.
Вибори до Сенату США відбуваються іншим чином. Кожен штат має по два представники, незалежно від кількості виборців у цьому штаті.
Далі наведено виборчі округи Конгресу США, утворені в 2010 році.

## Виборчі округи за показниками
Населення
- Середня кількість: 710 767 осіб за даними перепису 2010 року. В 2000 році було 646 946.
- Штат з найбільшим середнім розміром населення: Монтана (994 416 осіб).
- Штат з найменшим середнім розміром населення: Род-Айленд (527 624 осіб).
- Найбільший округ за населенням: Округ-штат Монтана (994 416 осіб).
- Найменший округ за населенням: Округ №1 Род-Айленду (526 283 осіб).

Округів на штат
- Найбільша кількість округів: Каліфорнія (53).
- Найменша кількість округів: по одному (округ-штат) мають Аляска, Вайомінг, Вермонт, Делавер, Монтана, Південна Дакота, Північна Дакота. З них лише Аляска, Вайомінг та Делавер ніколи не мали більше одного округу. Між 1810 і 1820 роками Делавер мав два мандати, але вони обирались в усьому штаті.

Територія
- Найбільший за площею округ: Округ-штат Аляска (1 723 336.8 км2).
- Найбільший за площею округ, який не складається із цілого штату: Округ №2 Нью-Мексико (185 805.46 км2).
- Найменший за площею округ: Округ №13 Нью-Йорку (26.55 км2).

Найстаріший округ
- Округ-штат Делавер, не змінювався з 1789 року.

## Список округів

Айдахо, 2 округи
Айова, 4 округи
Алабама, 7 округів
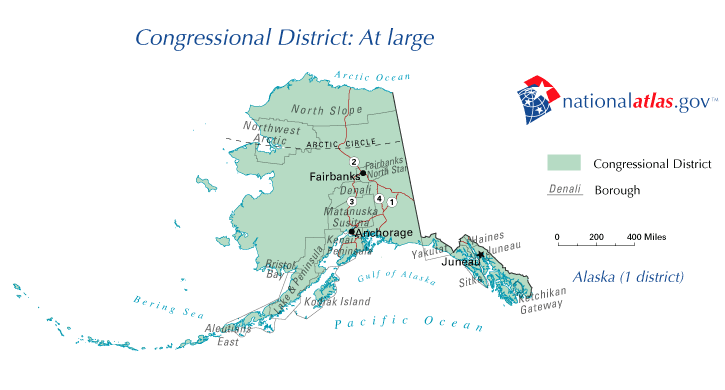
Аляска, округ-штат
Аризона, 9 округів
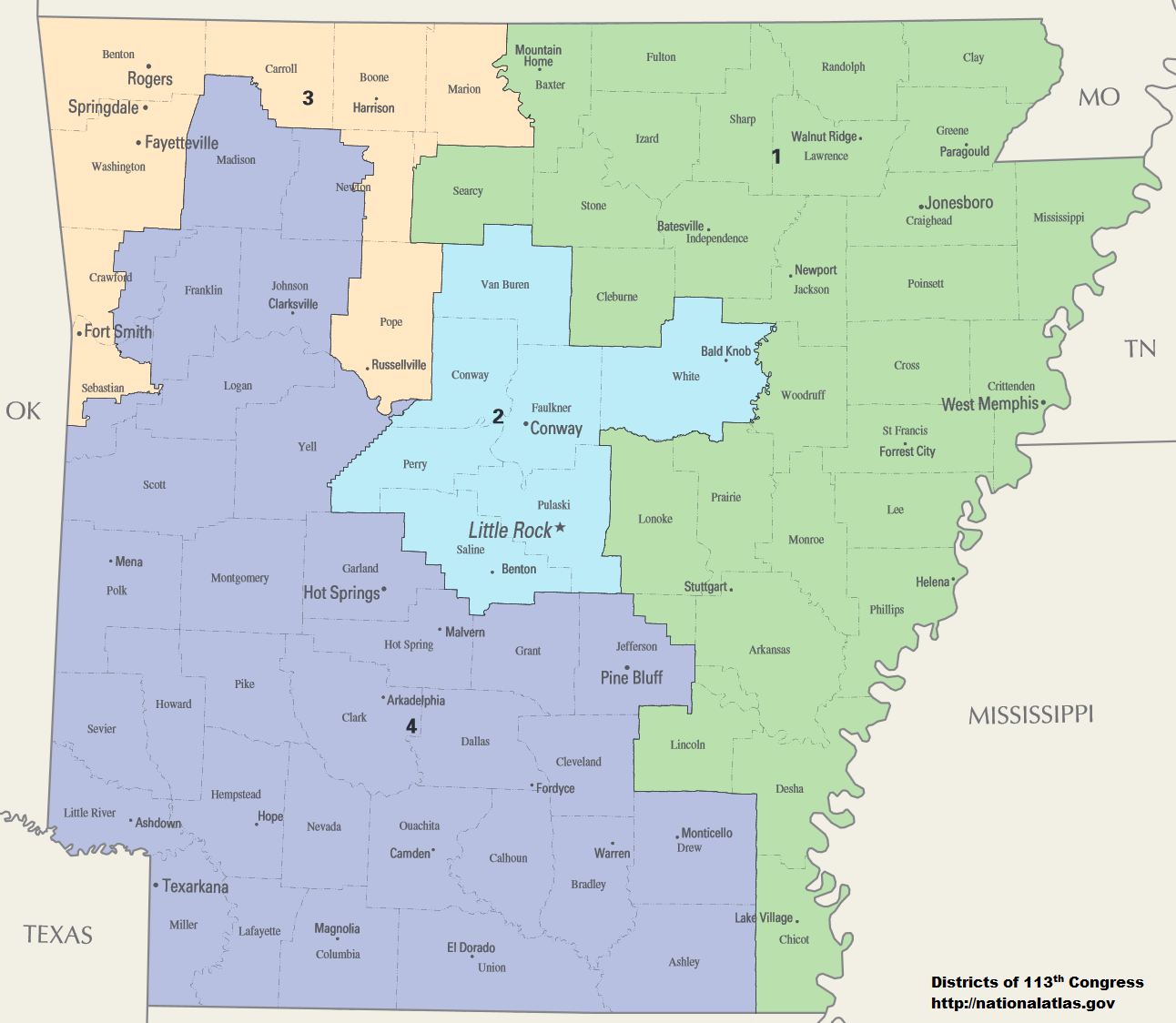
Арканзас, 4 округи
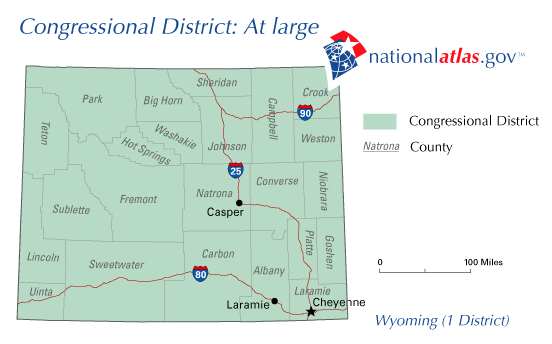
Вайомінг, округ-штат
Вашингтон, 10 округів
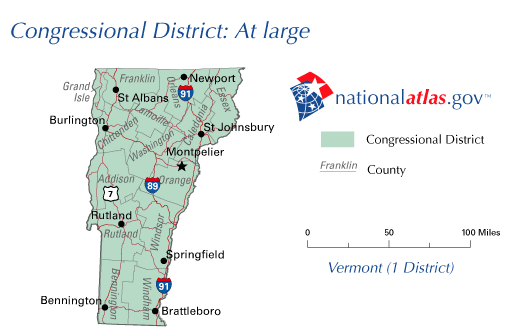
Вермонт, округ-штат
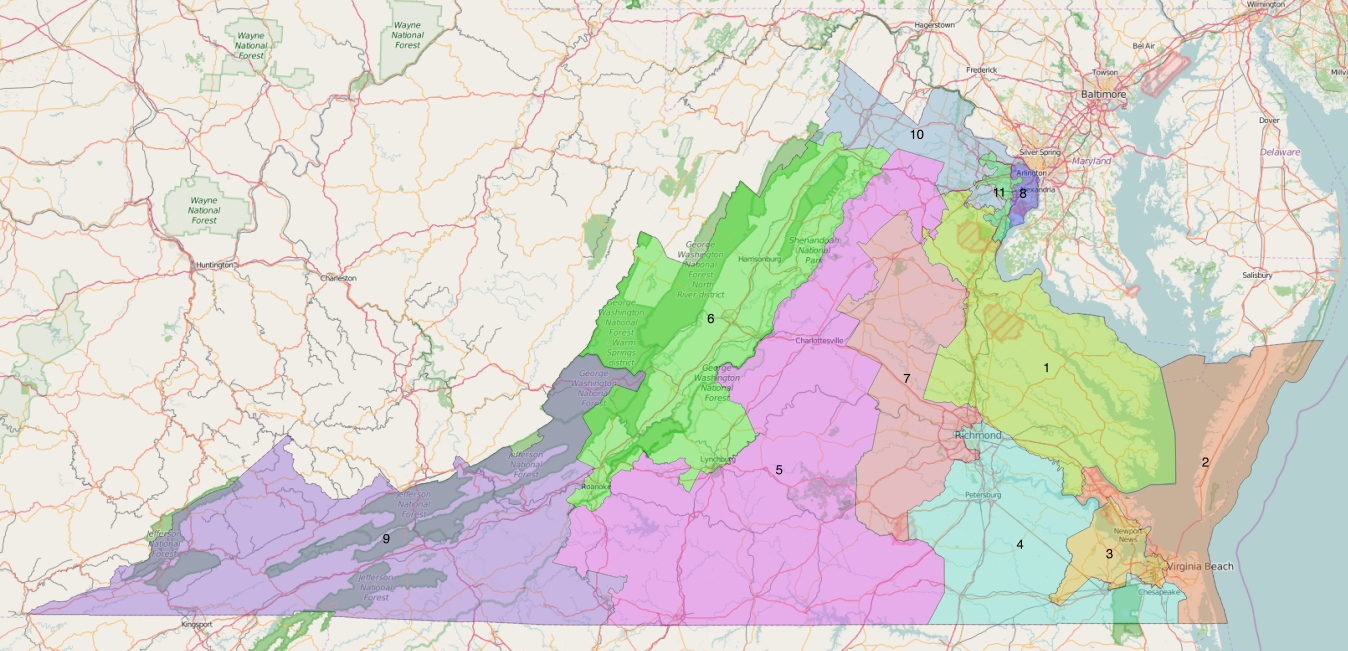
Вірджинія, 11 округів
Вісконсин, 8 округів
Гаваї, 2 округи
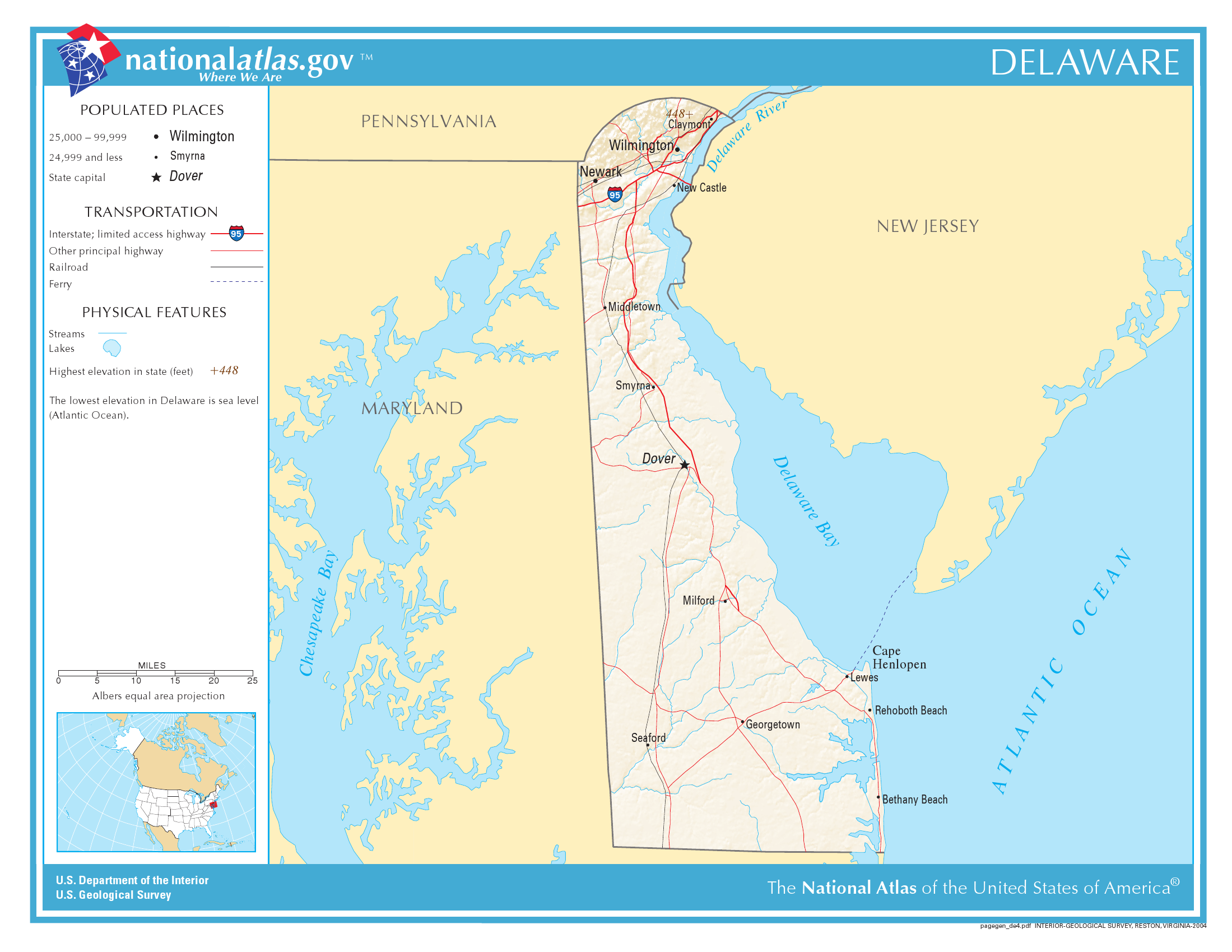
Делавер, округ-штат
Джорджія, 14 округів
Західна Вірджинія, 3 округи
Іллінойс, 18 округів
- Індіана, 9 округів
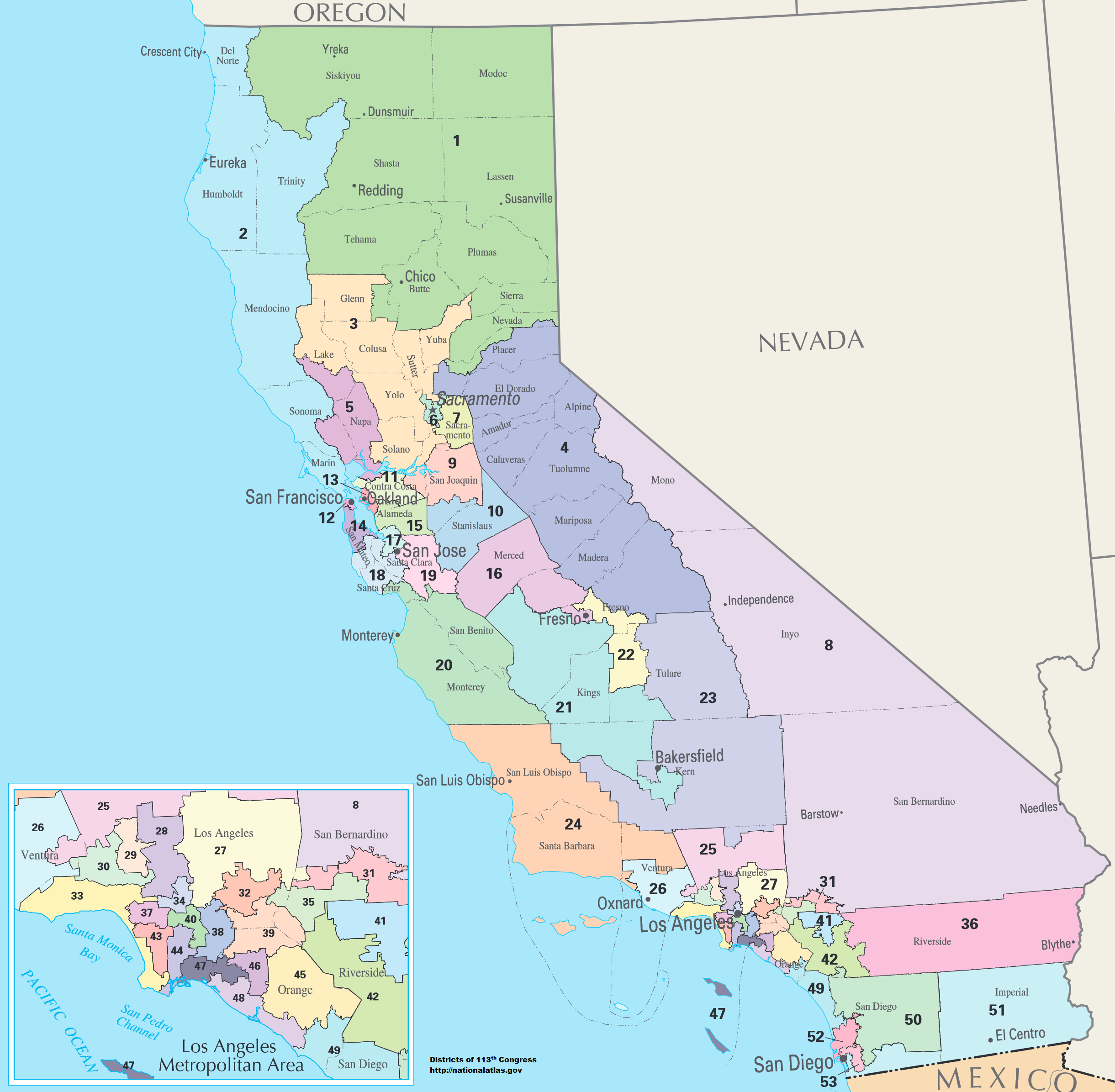
Каліфорнія, 53 округи
Канзас, 4 округи
Кентуккі, 6 округів
Колорадо, 7 округів
Коннектикут, 5 округів
Луїзіана, 6 округів
- Массачусетс, 9 округів
Мен, 2 округи
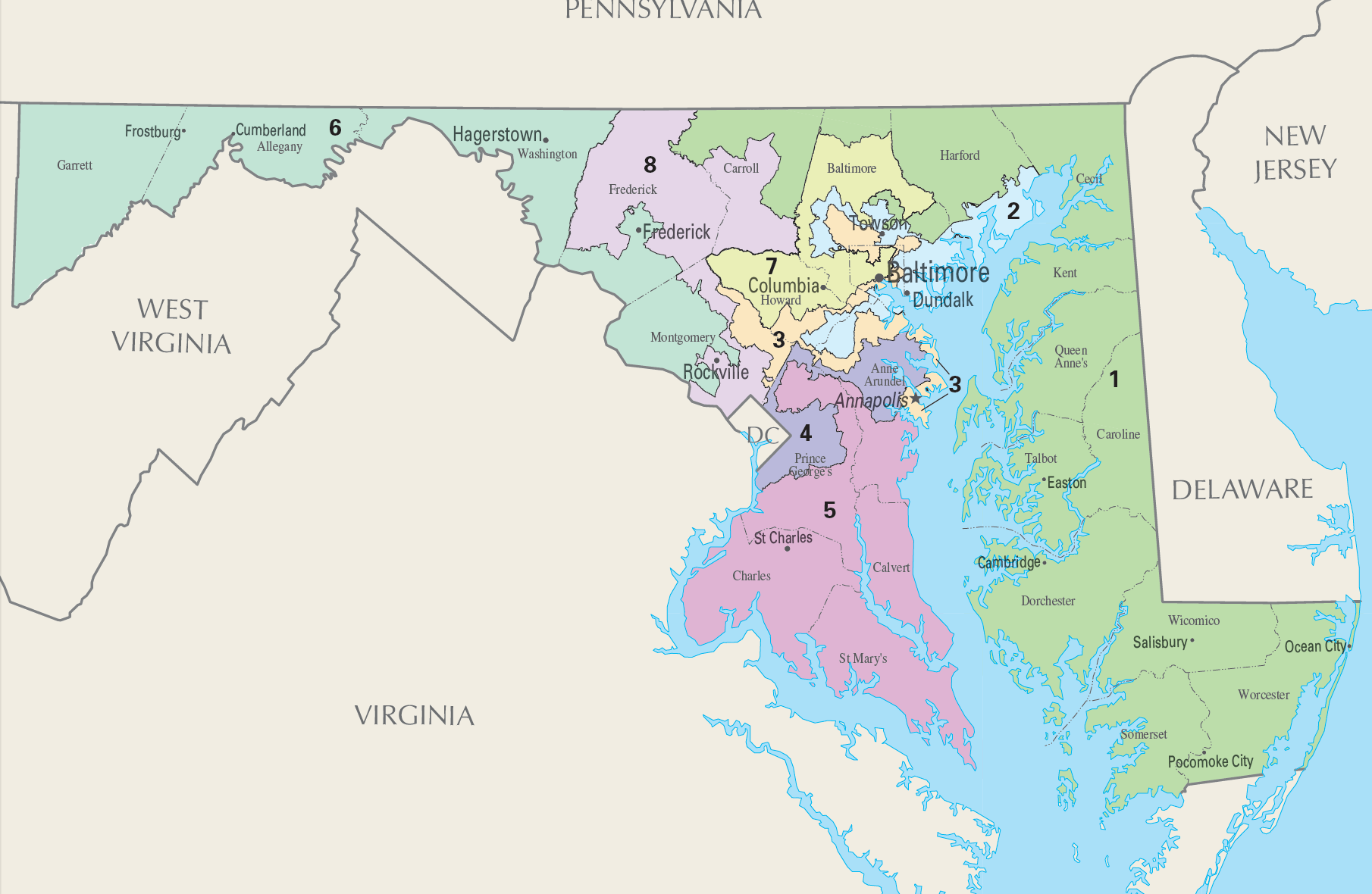
Меріленд, 8 округів
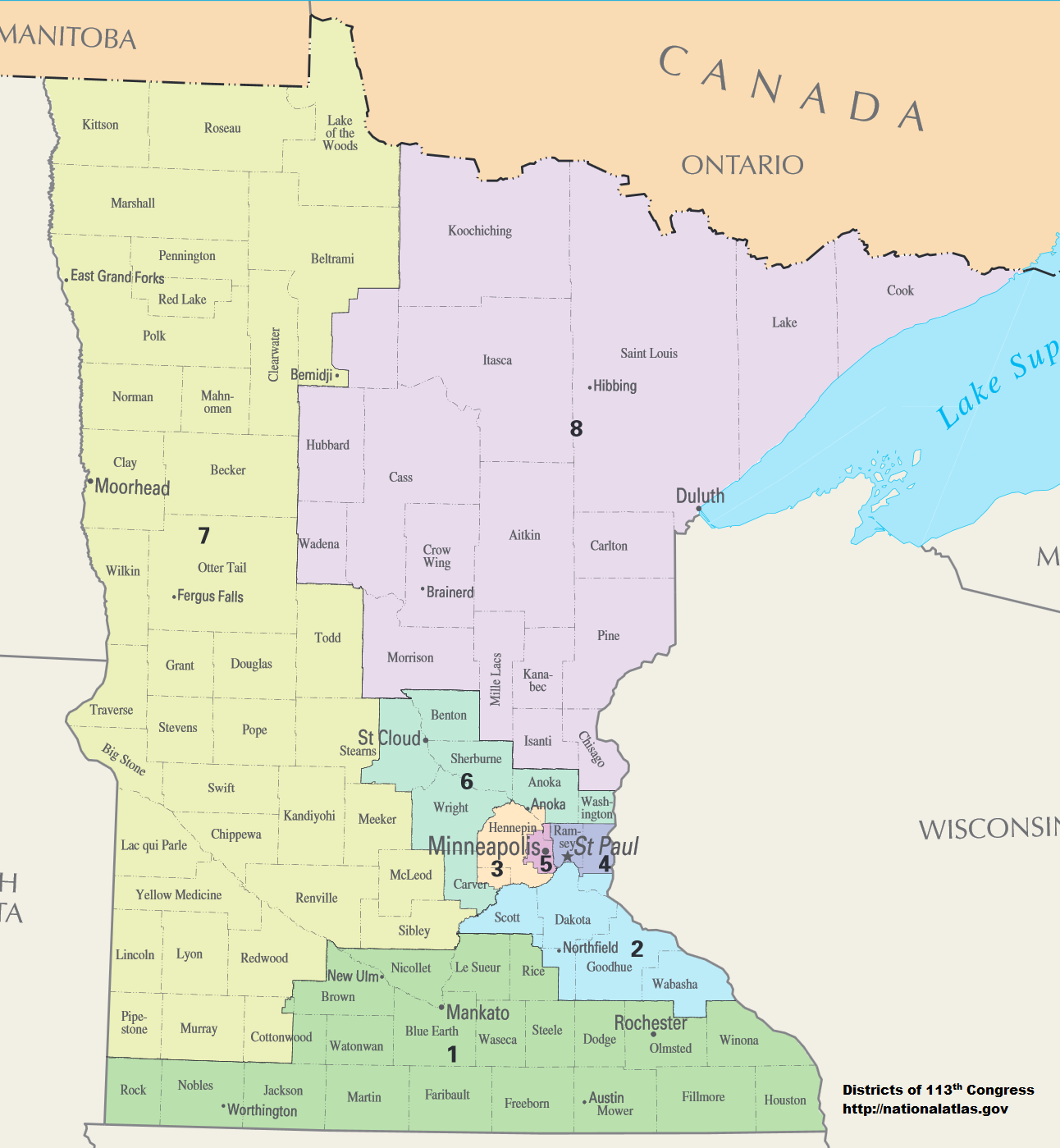
Міннесота, 8 округів
Міссісіпі, 4 округи
Міссурі, 8 округів
Мічиган, 14 округів
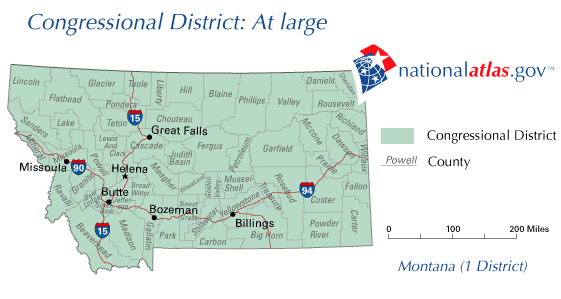
Монтана, округ-штат
Небраска, 3 округи
Невада, 4 округи
Нью-Гемпшир, 2 округи
Нью-Джерсі, 12 округів
Нью-Йорк, 27 округів
Нью-Мексико, 3 округи
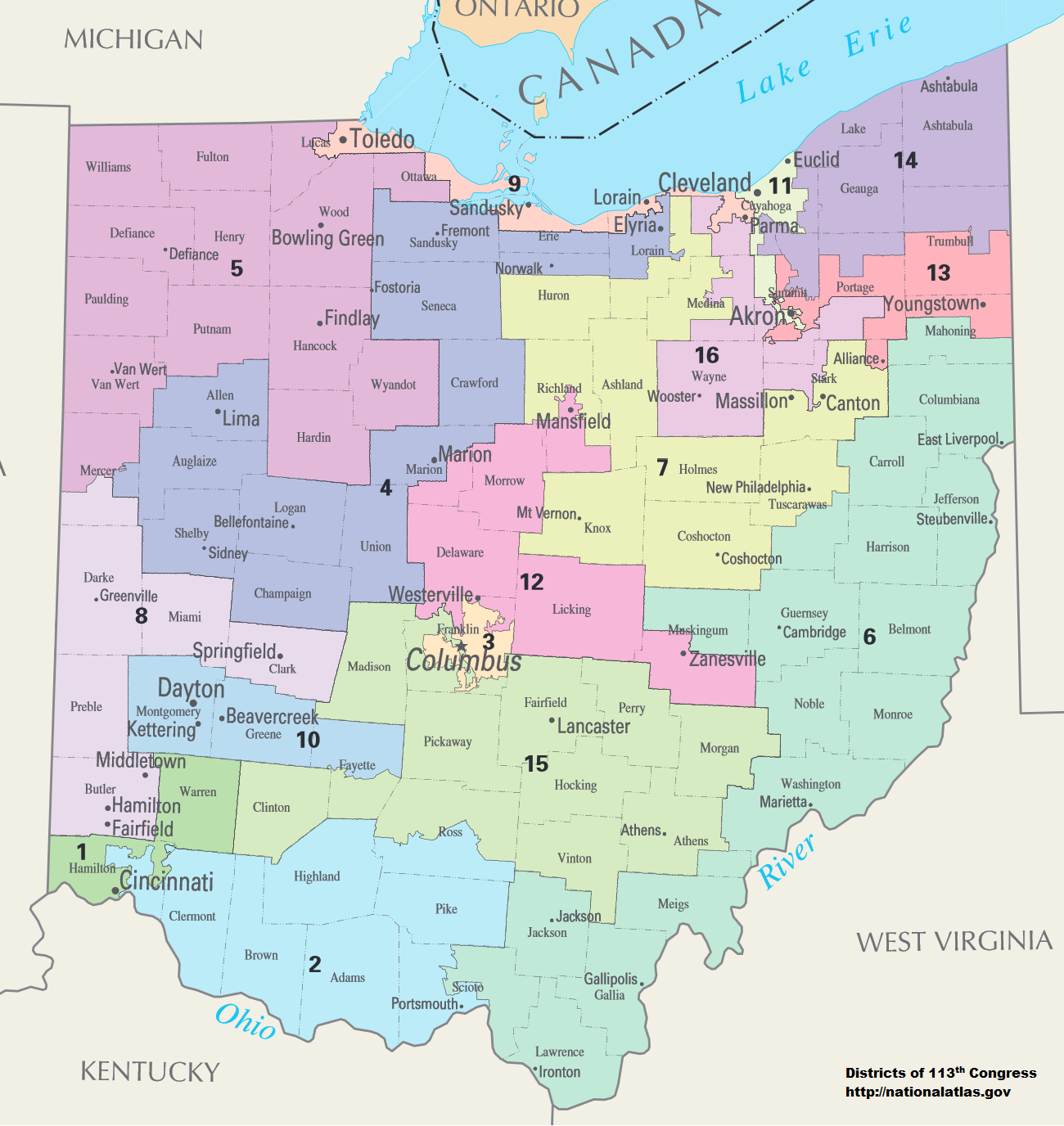
Огайо, 16 округів
Оклахома, 5 округів
Орегон, 5 округів
- Пенсільванія, 18 округів
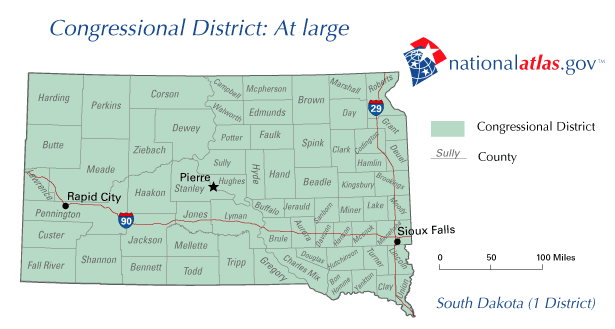
Південна Дакота, округ-штат
Південна Кароліна, 7 округів
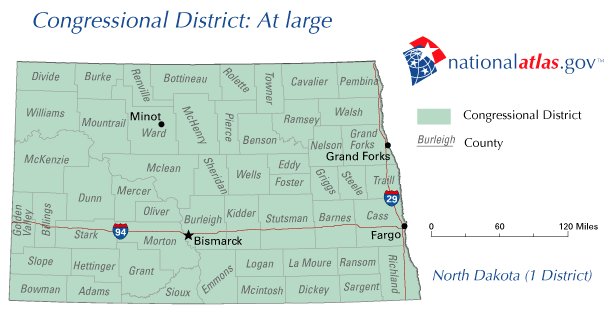
Північна Дакота, округ-штат
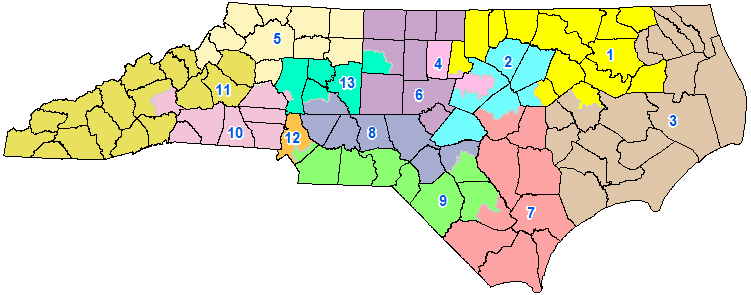
Північна Кароліна, 13 округів
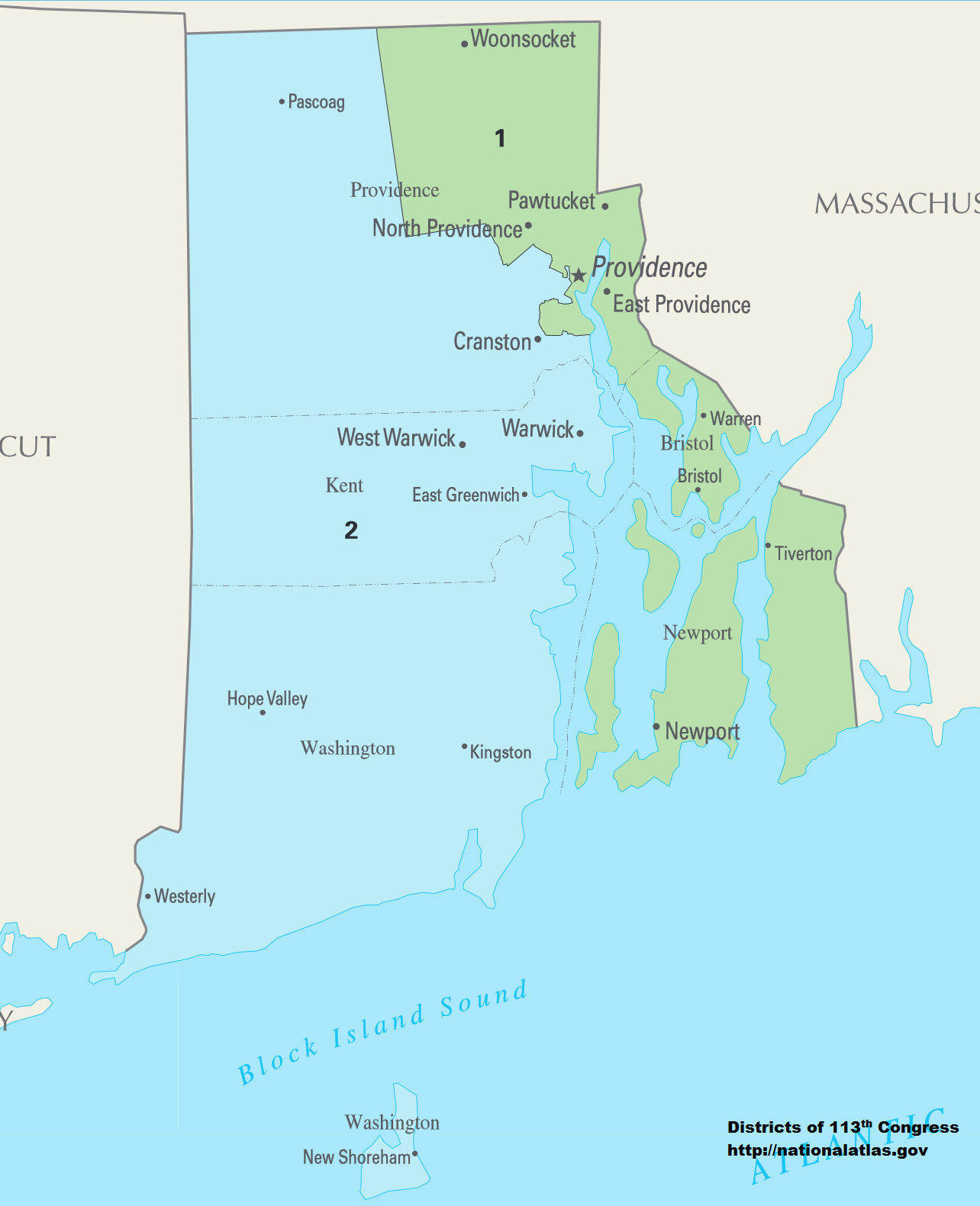
Род-Айленд, 2 округи
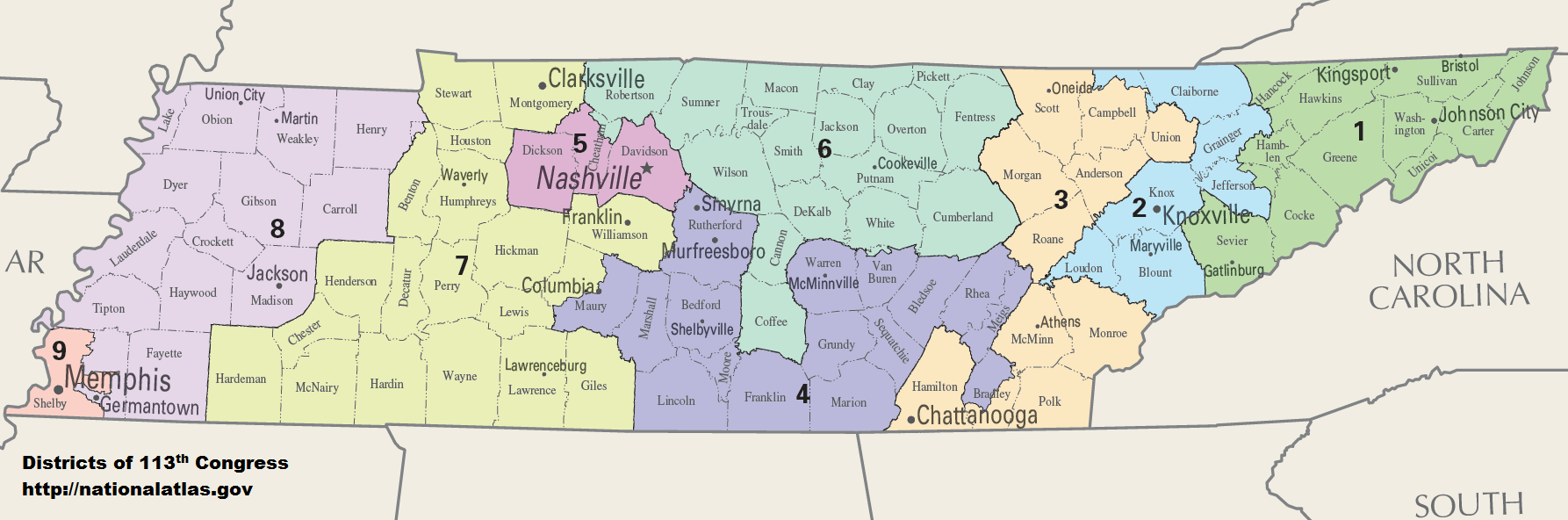
Теннессі, 9 округів
- Техас, 36 округів
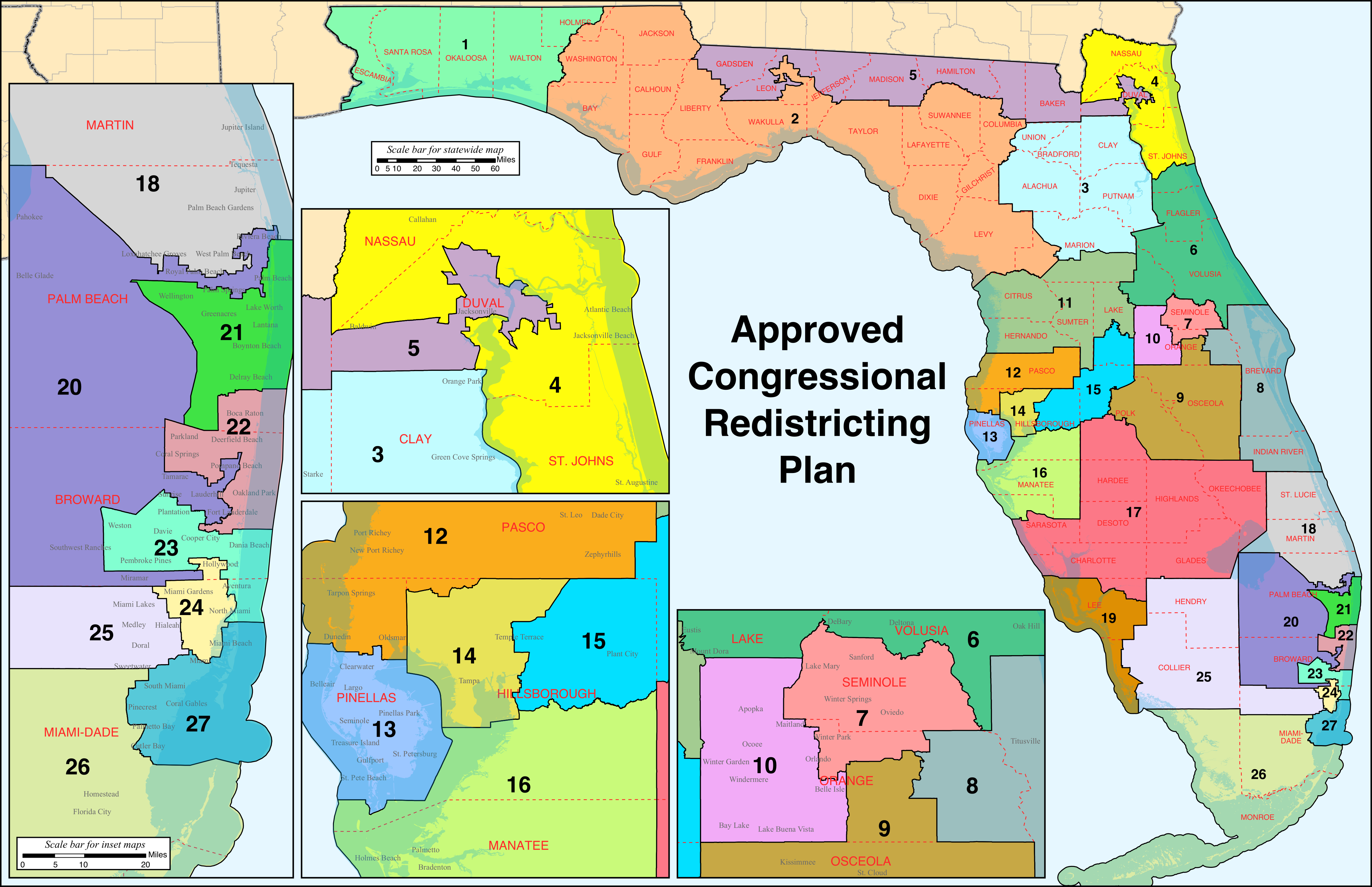
Флорида, 27 округів
Юта, 4 округи